# Akira Kubota
Akira Kubota (久保田 陽 Kubota Akira?), född 12 april 1973 i Kyoto prefektur, är en japansk tidigare fotbollsspelare.
Kubota började sin karriär 1992 i Gamba Osaka. 1995 flyttade han till Kyoto Purple Sanga. Efter Kyoto Purple Sanga spelade han för Sagawa Express Osaka. Han avslutade karriären 2001.